# Llista de partits polítics dels Països Catalans
La llista de partits polítics dels Països Catalans recull els partits polítics amb seu als Països Catalans classificats per ideologia i filiació a un partit polític europeu. Només s'hi inclouen els partits independents, això és constituïts com a tals, i no federacions polítiques que formen part de partits. Els partits amb un asterisc són partits observadors d'un partit europeu.
|                  | PEL      | Inde- pendent                                    | ALE                          | PVE        | PES  | ALDE      | EDP         | Inde- pendent               | EPP      | ECR   | Inde- pendent      | AENM |
| Esquerra         | Esquerra | Regional.                                        | Ecologisme                   | Socialdem. | Lib. | Centre    | Centre Lib. | Centredreta                 | Conserv. | Dreta | Euroes. Cons. nac. |      |
| Parlamentaris    | EUiA     | CUP Comunistes Concòrdia Més per Menorca MES IPV | ERC PSM-Entesa Més-Compromís | EV CC      | PS*  | PLA Acció |             | Junts DC PI DA              |          |       |                    |      |
| No parlamentaris |          | SPA PSUC Viu L'Aurora Anticapitalistes LI        | UC                           | VA         |      |           |             | CNV LD PNC UA Lliures DV SI |          |       | PxC Valents        | MSR  |

## Partits membres de partits europeus i internacionals
| Partit                               | Partit europeu | Internacional                                                 |
| ------------------------------------ | -------------- | ------------------------------------------------------------- |
| Acció per Andorra                    | ALDE           | No                                                            |
| Anticapitalistes                     | No             | Secretariat Unificat de la Quarta Internacional               |
| Catalunya en Comú                    | PVE            | No                                                            |
| Centre Demòcrata Andorrà             | No             | Internacional Demòcrata de Centre                             |
| Esquerra Republicana de Catalunya    | ALE            | No                                                            |
| Esquerra Unida i Alternativa         | PEE            | No                                                            |
| Esquerra Verda                       | PVE            | Verds Globals                                                 |
| Fundació Llibertat i Democràcia      | No             | Internacional Liberal                                         |
| Lluita Internacionalista             | No             | Unitat Internacional dels Treballadors - Quarta Internacional |
| Més - Compromís                      | ALE            | No                                                            |
| Moviment Social Republicà            | AEMN           | No                                                            |
| Partit Liberal d'Andorra             | ALDE           | Internacional Liberal                                         |
| Partit Socialdemòcrata d'Andorra     | PSE*           | Internacional Socialista                                      |
| Partit Socialista de Mallorca-Entesa | ALE            | No                                                            |
| Pirates de Catalunya                 | PPE            | Partits Pirata Internacional                                  |
| Som Catalans                         | No             | No                                                            |
| Unió Democràtica de Catalunya        | No             | Internacional Demòcrata de Centre                             |
| Unitat Catalana                      | ALE            | No                                                            |
| Valents                              | No             | No                                                            |
| Verds d'Andorra                      | PVE            | Verds Globals                                                 |